# 진해 해전
진해 해전(중국어 간체자: 鎭海之役 쩐하이 해전[*], 1885년 3월 1일)은 청불 전쟁 중 프랑스와 청나라 사이에 벌어진 포격전이다. 영파(닝보)(寧波)에서 19km 하류 지역인 진해(쩐하이)(鎭海)의 해안 근처에서 아메데 쿠르베(Amédée Courbet) 제독이 이끄는 프랑스 극동 전대와 해안 포대의 지원을 받은 청나라 전함과 사이에 벌어진 소규모 교전이다. 사건의 전개 내용에 대해서는 프랑스와 청나라의 자료가 극명한 차이를 보이고 있다. 프랑스 자료는 우연하고, 사소한 사건으로 다루는 반면, 청나라의 사료는 이 해전을 결정적 승리를 거둔 충돌로 간주하고 있다. 중국에서는 진해 해전을 여전히 청불 전쟁에서 승리를 거둔 중요한 사건으로 기념하고 있다.

## 배경

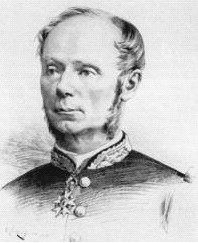
쿠르베 제독 (1827-85)

1885년 2월 초, 쿠르베 제독의 프랑스 극동 전대 중 일부가 기륭을 떠나자 청나라 남양함대가 대만의 프랑스 봉쇄를 해제하려는 시도를 했다. 2월 11일, 쿠르베의 특전단은 석포만(石浦灣) 근처에서 프리깃 어원(馭遠)과 복합 슬루프 징경(澄慶)과 더불어 청나라 함대 중 가장 현대적인 3척의 순양함 개제(開濟), 남침(南琛) 및 남서(南瑞)를 함께 만났다. 청나라 선단은 총병(總兵) 오안강(吳安康)의 지휘하에 프랑스군이 접근함에 따라 흩어졌고, 3척의 순양함은 성공적으로 탈출했다. 반면, 프랑스군은 석포만으로 빠져나간 어원과 징경을 격침시키는데 성공했다. 2월 14일 밤, 석포만 전투에서 프랑스군의 어뢰 공격으로 두 선박을 무너뜨렸다. 프랑스군의 원통 어뢰가 어원을 피격했고, (청나라 해안포대) 대포의 포탄이 징경을 때렸다.
1885년 2월 25일, 쿠르베 제독은 상해(上海)에서 청나라 북부로 상품이 운송되는 것을 막기 위해 ‘미곡 봉쇄’를 이행하라는 지시를 받았다. 2월 28일, 그는 철갑함 바야르(Bayard)와 트리옹팡트(Triomphante), 순양함 니엘리(Nielly)와 운송선 사온느(Saône)를 이끌고 상해로 가던 도중에 진해만 근처에 도착했다. 개제, 남침, 남서가 진해만으로 피신했을 것으로 의심한 쿠르베는 3월 1일 새벽 만 입구를 정찰했다. 3척의 청나라 순양함의 돛대를 볼 수 있었을 뿐만 아니라, 복합 슬루프 초무(超武), 목재 운송선 원개(元凱)와 2척의 포함까지 4척의 다른 청나라 군함도 식별할 수 있었다. 만으로 진입하는 입구는 청나라 당국에 의해 가라앉은 쓰레기로 인해 막혀있었으며, 최근에 지어진 두 요새가 접근을 통제하고 있었다.

## 전투

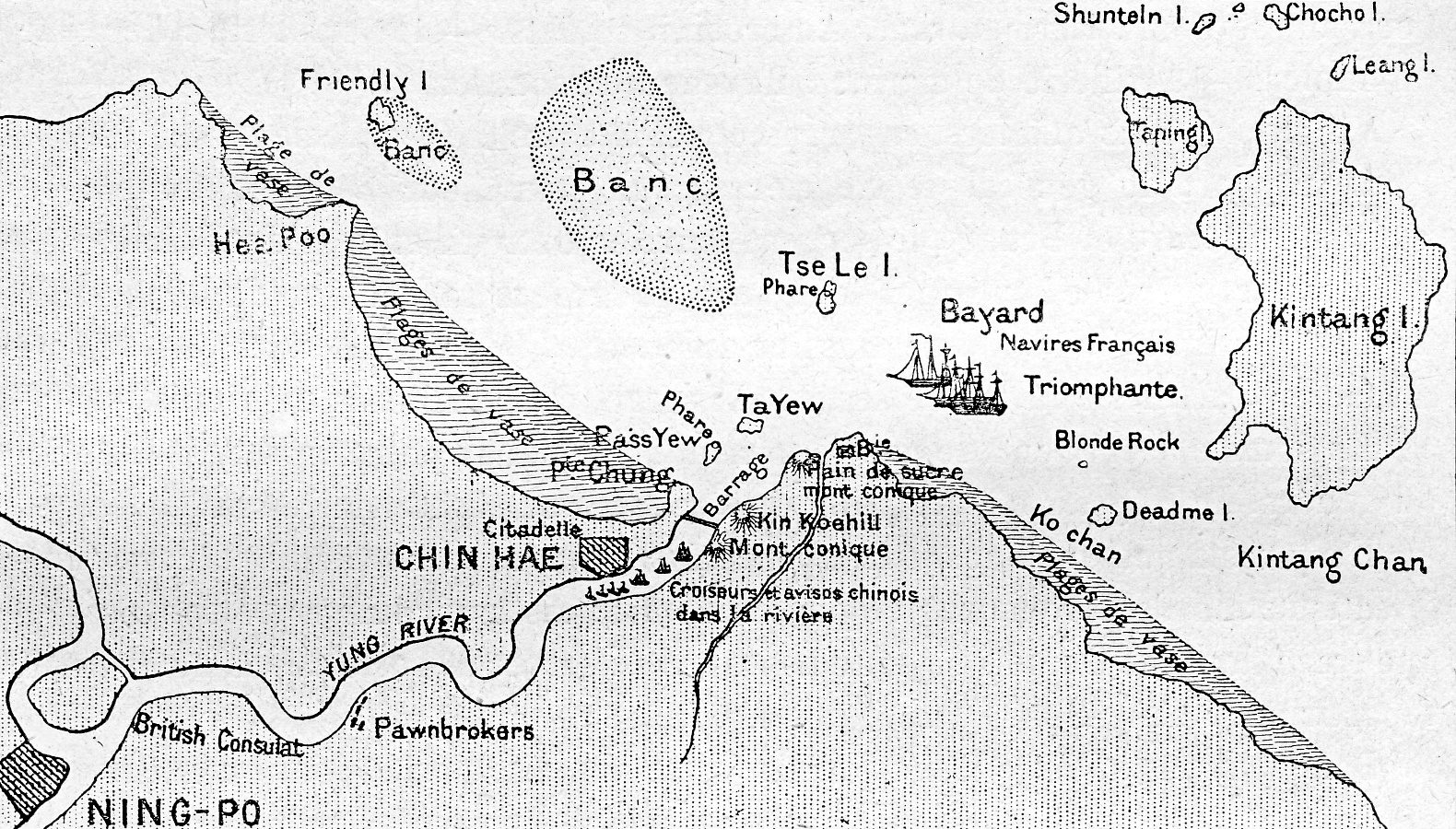
진해 전투에서 프랑스군의 지도

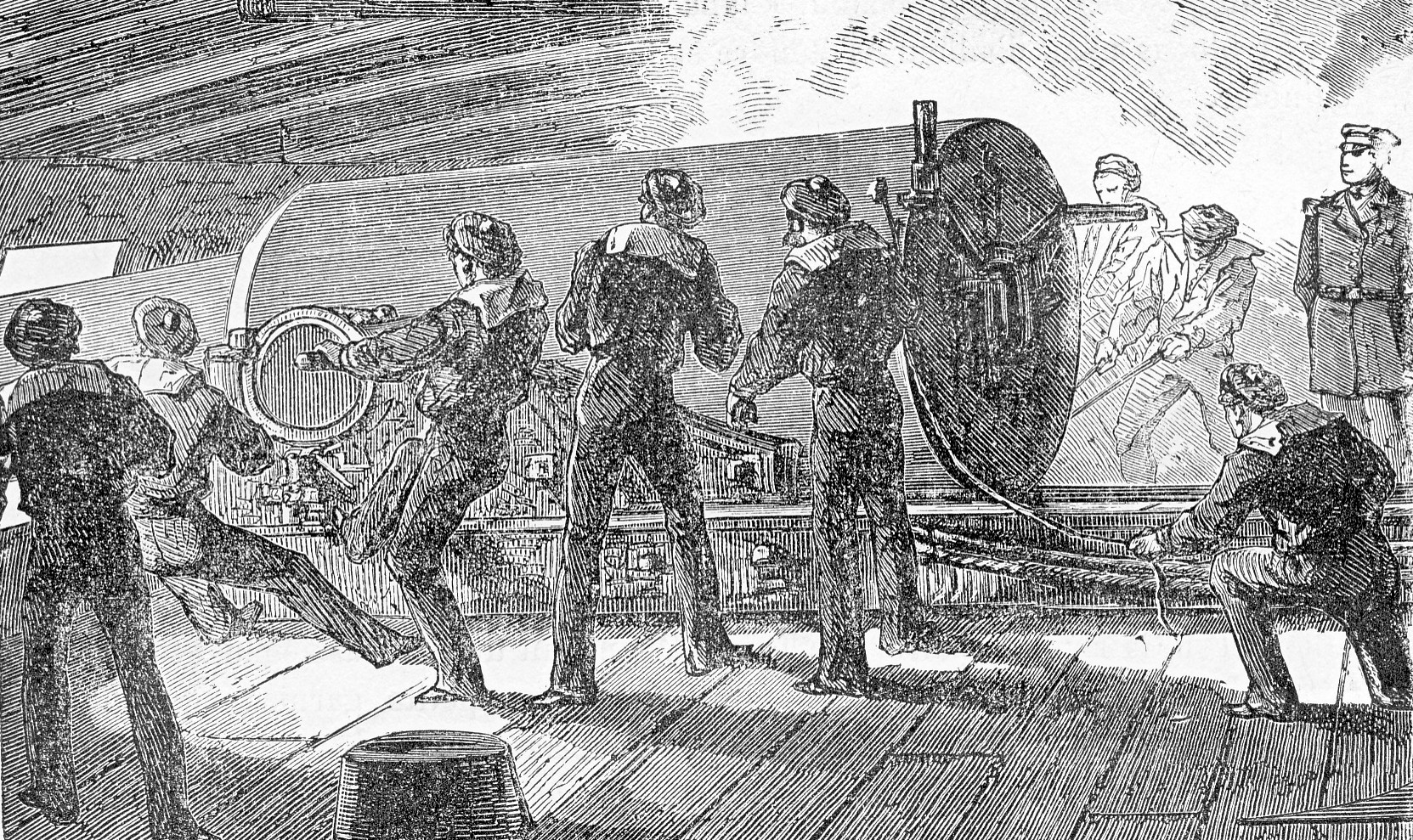
진해에서 작전 중인 니엘리의 대포, 1885년 3월 1일

3월 1일 오후, 쿠르베는 니엘리로 하여금 근접 정찰을 하게 했는데, 청나라 해안 포대와 인근의 전함에서는 니엘리를 향해 격렬한 포격을 퍼부었다. 아주 먼 거리임에도 불구하고, 그들이 쏜 포탄 중 일부는 프랑스 순양함에서 100미터 이내에 떨어졌다. 포격 속에서도 무사 귀환한 니엘리는 천천히 편대에 합류했다. 결투는 30분이 조금 넘게 지속되었으며, 니엘리의 포격이 청나라의 포격보다 더 효과적이었는지는 의문이었다. 그럼에도 불구하고, 프랑스군은 해변에서 많은 군병을 살상했고, 해안 포대 중 하나에 약간의 피해를 입혔다고 주장했다.
3월 1일 저녁, 쿠르베는 다음날 공격을 하라고 명령을 내렸지만, 포격이 계획된 날 아침에 작전의 위험을 분명히 인지하게 되었다. 청나라의 포대를 침묵시키는 것은 길고도, 느린 임무였으며, 프랑스 철갑함이 해안 방어진과 공방을 벌이는 동안, 청나라 순양함 3척으로부터 포격에 노출될 것이 뻔했다. 프랑스 군함이 일제 사격을 퍼부으며 청나라 방어진을 침묵시키는데 성공할지라도, 적 순양함은 여전히 영파로 거슬로 올라가 그들을 피해 빠져나갈 수 있었다. 쿠르베는 불필요한 피해를 입지 않기로 결정하고, 계획된 공격을 취소했다.

## 봉쇄

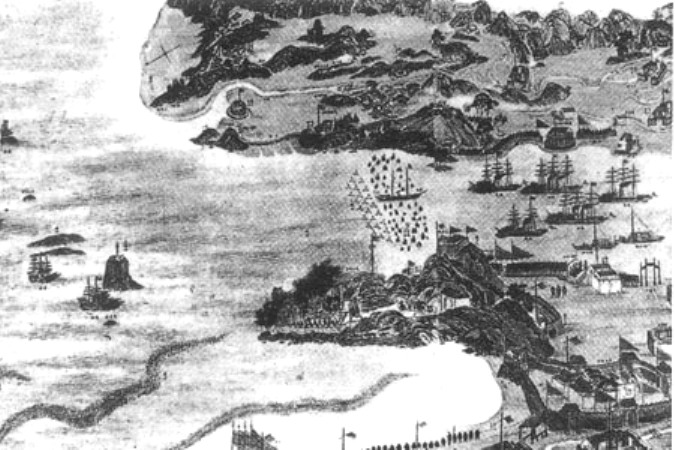
진해 전투 (중국판)

3월 2일, 프랑스 함정은 휴식을 취했다. 그리고 다음 날 쿠르베는 만 입구 주변의 여러 지점을 선택해 측량조사를 했다. 프랑스 철갑함들이 청나라 포대의 공격을 벗어날 수 있고, 청나라 순양함들의 사정거리에도 들지 않는 지점을 찾으려 했으나 그런 곳은 없었다. 결국 쿠르베는 진해만을 봉쇄하라는 명령을 내렸다. 만 입구에 24시간 내내 감시망을 쳐두고, 혹시 있을지 모를 청나라 어뢰 공격에 대비하기 위해 프랑스 배 주변에 그물망을 쳐두었다. 프랑스 선박에 너무 가까이 접근하는 정크선이나 삼판에게는 사격을 퍼부었다.
이러한 예방 조치는 불필요한 것으로 판명되었다. 청나라 지휘관들도 최근 프랑스 어뢰정 한 척이 석포만 전투에서 승리했다는 소식을 들었다. 그들은 프랑스 전대에 대한 공격 계획을 세우는 대신, 프랑스군이 그런 승리를 되풀이하기 위해 영파강을 거슬러 올라 올까봐 전전긍긍했다. 3월 2일 밤, 프랑스 전대가 정박해 있을 때, 갑자기 탐조등이 청나라의 진중을 휩쓸었고, 몇 개의 섬광탄이 공중으로 치솟았으며, 대포와 소총 소리가 만에서 들렸다. 긴장한 청나라 초병들이 실수로 무고한 어선을 프랑스 어뢰로 오인하여 즉각 경보를 발령했다. 프랑스군은 청나라군이 새벽까지 가상의 적을 향해 맹렬한 공격을 퍼부어대는 것을 황당하게 지켜봤다.
이런 소동이 거의 한 달 내내 밤마다 계속되었다. 극동 전대에서 최소 2척의 프랑스 전함이 3월 내내 진해만 입구에 정박해 있었다. 명백히 프랑스 군함을 공격할 능력이 없거나, 공격하고 싶어하지 않는 청나라군은 대신 값비싼 불꽃놀이 쇼를 펼쳤다. 이는 청나라 지휘관들이 야간 어뢰 공격을 두려워했기 때문이거나, 군대의 사기를 높이기 위한 시도였던 것이다. 적장들이 허가한 엄청난 탄약 낭비에 대해 좀 더 전문적인 생각을 가진 프랑스 장교들 중 한두 명이 불만을 토로했다. 그러나, 대부분은 봉쇄 상태의 지루함에서 벗어나 환영의 휴식이라고 생각하고, 진해만 상공에서 펼쳐지는 야간 불꽃쇼를 즐겼다. 봉쇄를 하는 기간 동안 유일하게 중요한 사건은 프랑스 전함들이 파손된 포대를 수리하려고 하는 것을 막기 위해, 3월 말경에 발사한 짧은 함포 사격이었다.

## 청나라의 기록

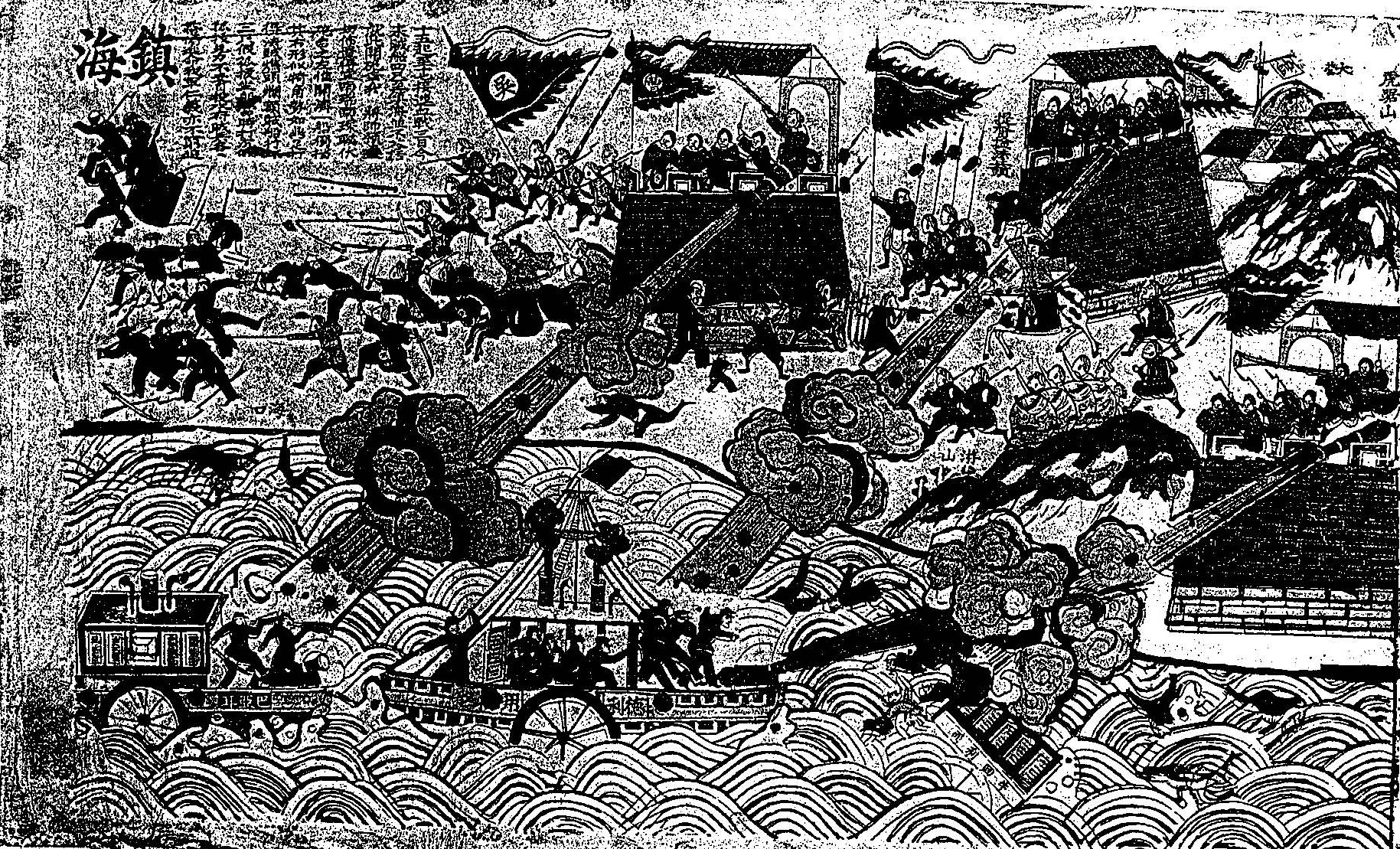
진해만 포대에서 포격을 받는 바야르, 트리옹팡트, 니엘리

프랑스로서는 진해만에 7척의 청나라 전함을 몰아넣었고, 남은 전쟁에서도 여전히 묶어 두었다. 비록 쿠르베가 그들 뒤를 쫓아가지 않았지만, 청나라 군함을 찾아서 덫을 놓은 것은 이틀 전 어원과 징경을 파괴한 것에 필적하는 전략적 성공으로 평가받았다. 그러나 청나라에서는 그렇게 보지 않았다. 쿠르베가 진해만을 방어하지 않기로 결정함으로써, 청나라는 3월 1일에 있었던 짧은 교전을 대승을 거둔 방어전으로 주장할 수 있었다. 니엘리와 청나라 해안 방어진 사이 벌어진 30분간의 교전은 (청나라군에게는) 쿠르베의 배들이 많이 손상당했고, 프랑스 사령관이 중상을 입은 6시간의 전투가 되었다. 3월 1일의 짧은 교전은 (청나라군에게는) 3월 1일부터 3일까지 3일간의 전투가 되었으며, 이 기간 전투에서 프랑스군은 공격과 후퇴를 반복한 것이 되었다.
적대행위에 대한 청나라의 설명은 전쟁 직후 1889년, 절강제독(浙江提督) 구양리견(歐陽利見)이 참여한 교전이 벌어졌던 곳 근처에 기념비를 세움으로써 명시되었다. 그는 영파와 진해의 방어진에서 공격을 받았었다. 구양리견의 설명에 따르면, 이 도시의 방어는 절강순무(浙江巡撫, 절강성 행정•군사•사법 등 총지휘관) 유병장(劉秉章), 영소태병비도(寧紹台兵備道, 절강성 영파寧波•소흥紹興•태주台州 일대 군사•치안지휘관) 설복성(薛福成)의 손에 달려 있었다. 포병 장교 수비(守備) 오걸(吳杰)은 포대를 지휘한 전투의 영웅이 되었다. 오걸은 프랑스군에 발포하지 말라는 직접 명령을 무시하고, 부하들에게 포격을 하도록 명령함으로써 전투를 시작했다. 청나라 대포는 바야르와 니엘리를 모두 피격함으로써 프랑스 전함에 큰 피해를 입혔다. 오걸이 직접 겨냥한 포격은 ‘끔찍한 구바’(청나라가 쿠르베를 지칭하는 말)에게 중상을 입혔다. 전투가 끝나자 오걸은 자신이 세운 공에 대해 칭찬을 받을 것으로 예상했지만, 대신 ‘명령 불복종’으로 처벌을 받았다.

## 앨링튼의 의견

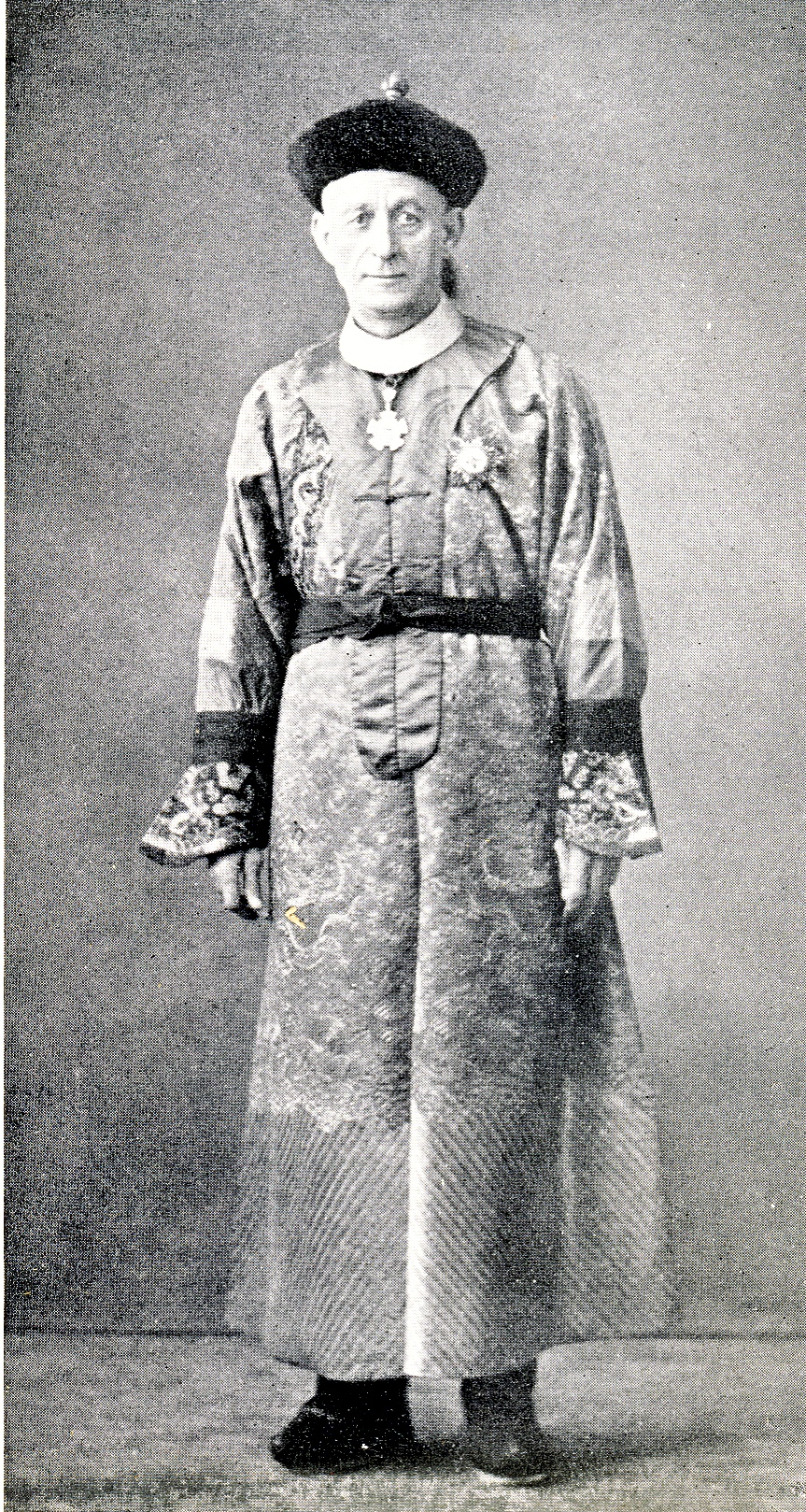
청불 전쟁 때 남양함대에서 근무한 미국 해군 장교 L. C. 앨링튼

진해만에서 남양함대와 함께 ‘외국인 고문’으로 활동했던 L. C. 앨링튼은 구양리견의 애국적인 설명을 밝혀준 증언을 했다. 앨링튼에 따르면, 진해 당국은 오안강이 이끄는 3척의 순양함이 진해만에 피난처를 마련한 것을 매우 꺼려했다. 그들은 프랑스군의 공격을 두려워해서 다른 곳으로 가라고 사정했다. 오안강은 자신의 배를 영파강(寧波江)으로 끌고가 프랑스 함대를 스스로 상대하도록 내버려 두겠다고 위협했다. 프랑스군이 2월 28일 진해 근처에서 나타났을 때, 진해 당국은 오안강에게 자신들 마음대로 7척의 배를 끌고 나가 프랑스군을 공격하라고 재촉했다. 앨링튼이 보기엔 현명하게도 오안강은 그렇게 하지 않았다. 청나라나 외국 해군 장교들 모두가 우제독의 전함이 그런 전투에서 프랑스를 이길 수 있다고 생각하지 않았다.

앨링튼에 따르면, 청나라군 포병들은 3월 1일 프랑스에 발포하기를 꺼려했다. 그는 제킨스(Jerkins)라는 독일 포수가 명령없이 프랑스 함선 중 하나에 포격을 가함으로써 포병 결투를 촉발시켰다고 보고했다. 쿠르베 제독의 주력 전함인 철갑함 니엘리(앨링튼은 자매선 아탈란테 Atalante로 잘못 식별함)가 해안포대를 쏘아 청나라군 26명이 사망하고, 30명이 부상을 입었다. 이 교전이 전개되고, 확산되어, 모든 청나라 해안 포대와 청나라 군함을 끌어들였다.
앨링튼은 3월 3일 프랑스 군함이 피해를 입은 두 번째 교전도 언급했다. 이 교전은 프랑스 자료에서 언급되지 않았다.

## 사후

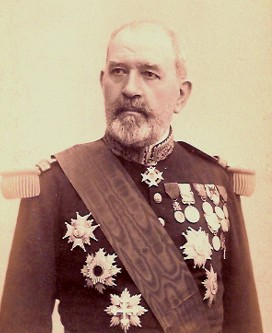
아드리앙 바르텔레미 루이 리외니에 제독 (1833–1918)

프랑스와 청나라는 1885년 4월 4일에 예비 평화 협정에 서명했지만, 프랑스는 6월 9일 청불 전쟁을 종식시킨 실질적인 평화 조약(톈진 협약)이 체결될 때까지 진해와 장강에 대한 봉쇄를 유지했다. 1885년 3월 말, 페스카도르 원정이 끝난 후, 1885년 6월 11일, 쿠르베 제독은 극동 전대 대부분이 주둔한 마궁항에 있는 그의 기함 바야르에서 이질로 사망했다. 그후 철갑함 투렌느(Turenne)와 함께 상하이에서 머물렀고, 상하이의 청나라 당국에 쿠르베의 사망 사실을 공식적으로 알렸다. 그는 또한 진해의 군위원인 구양리견에게도 편지를 보냈다. 프랑스와 청나라가 평화롭게 지내면서 청나라는 국제 규약에 따라 진해 해안 포대에서 조기를 게양했다. 불과 3개월 전만 해도 이 포대는 프랑스 제독을 죽이려고 혈안이 되어 있었다.
리외니에 제독은 이후 1885년 3월 2일에 진해 방어진을 공격했을 때, 프랑스군이 7척의 청나라 함선을 모두 잃지 않고도 점령시킬 수 있었을 것이라는 말을 들었다. 프랑스군이 진해 방어진을 좀 더 거세게 공격했다면 청나라 함대는 항복할 준비가 되어 있었던 것이다. 영국은 중립을 지키길 바라면서도, 영사는 이 귀중한 정보가 프랑스로 전달되는 것을 철두철미하게 막았다.

## 기념
진해 전투는 여전히 청나라의 자부심으로 기억된다. 전투 중에 사용된 청나라 요새와 대포는 中法战争镇海之役胜利纪念碑라는 글귀가 있는 기념비와 함께 전하이에 보존되어 있다.

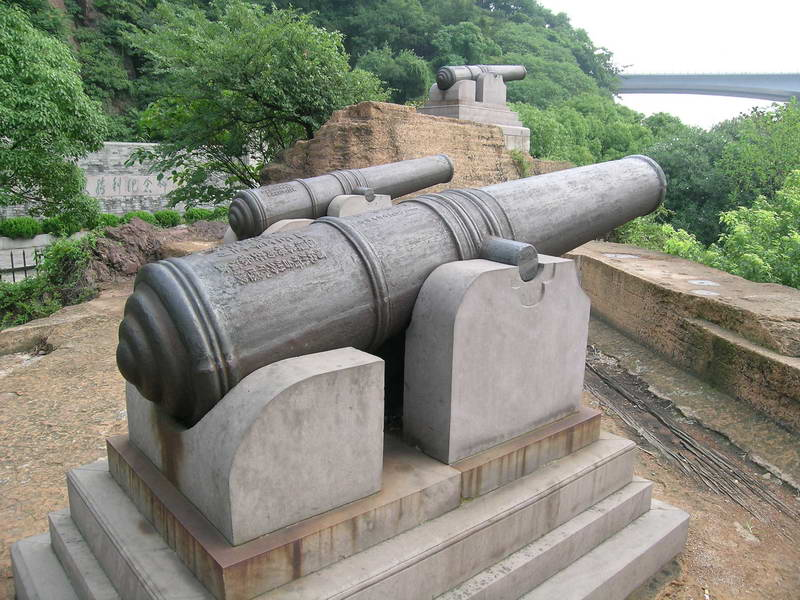
진해의 청나라 대포
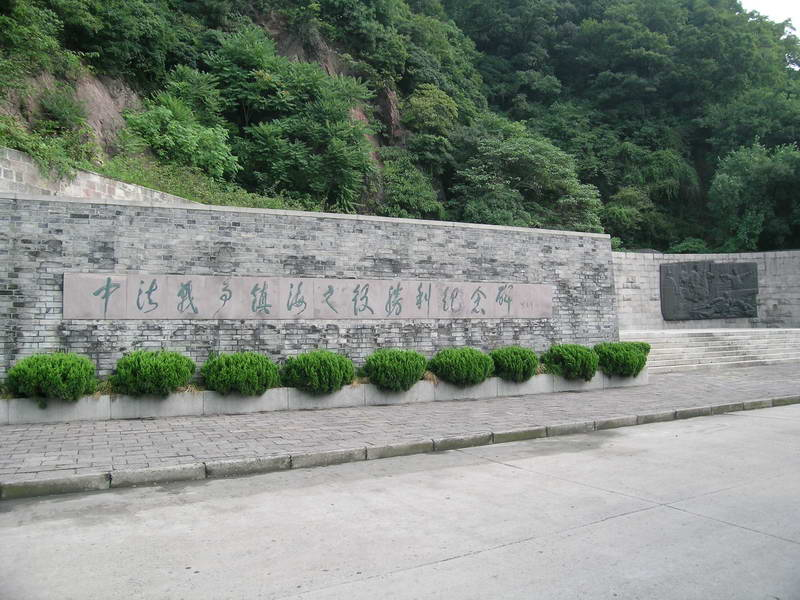
청나라 승전기념비
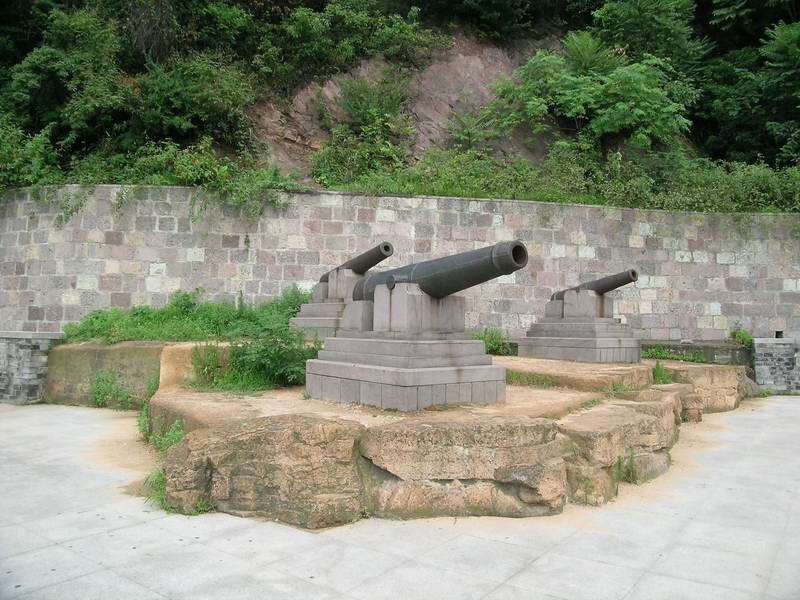
진해의 청나라 대포
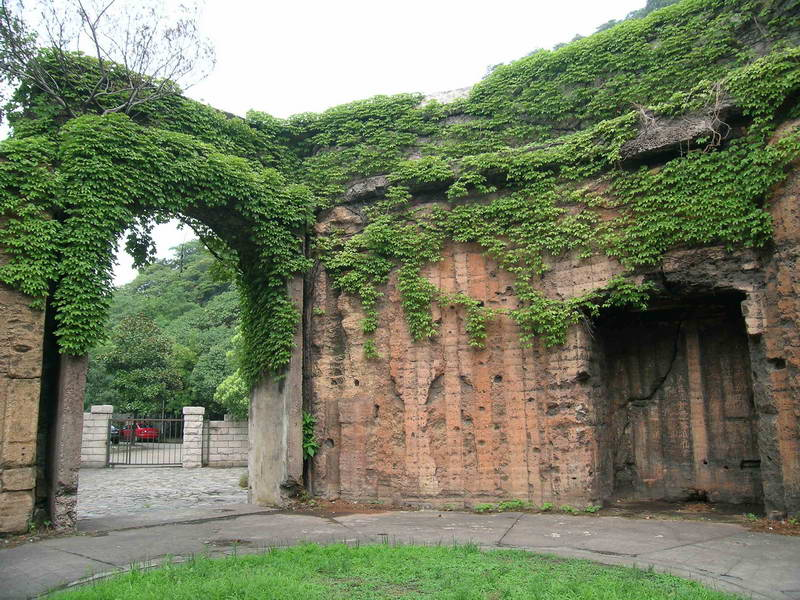
진해 요새

## 프랑스 전함

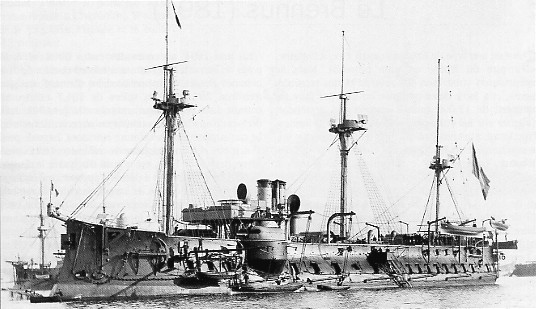
바야르 (5,915 tons), 쿠르베 제독의 기함
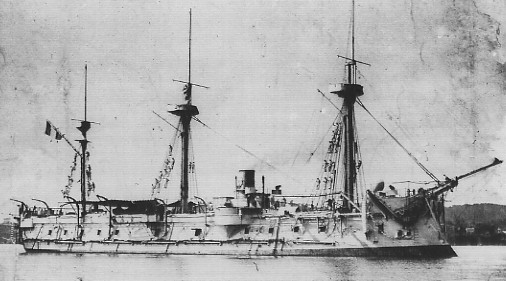
트리옹팡트 (4,585 tons)
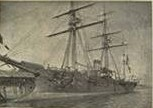
니엘리

## 청나라 전함

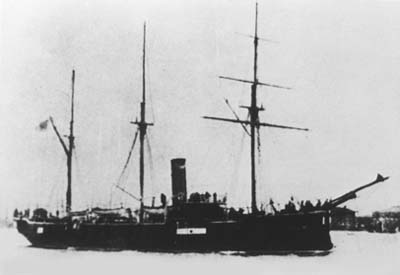
개제 (開濟)
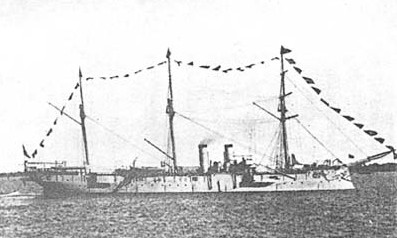
남침 (南琛)
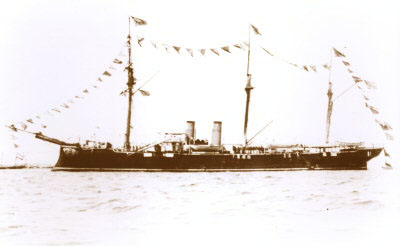
남서 (南瑞)

## 참고 문헌
- Arlington, L. C., Through the Dragon's Eyes (London, 1931)
- Duboc, E., Trente cinq mois de campagne en Chine, au Tonkin (Paris, 1899)
- Garnot, L'expédition française de Formose, 1884–1885 (Paris, 1894)
- Loir, Maurice, L'escadre de l'amiral Courbet (Paris, 1886)
- Lung Chang [龍章], Yueh-nan yu Chung-fa chan-cheng [越南與中法戰爭, Vietnam and the Sino-French War] (Taipei, 1993)
- Thomazi, La conquête de l’Indochine (Paris, 1934)